# Homoneura serrata
Homoneura serrata är en tvåvingeart som beskrevs av Gao och Yang 2002. Homoneura serrata ingår i släktet Homoneura och familjen lövflugor. Inga underarter finns listade i Catalogue of Life.